# Dejan Sorgić
Dejan Sorgić (Knin, 15 settembre 1989) è un calciatore serbo naturalizzato svizzero, attaccante del Sion.

## Palmarès

### Club

#### Competizioni nazionali
- Coppa Svizzera: 1

Lucerna: 2020-2021
- Challenge League: 1

Sion: 2023-2024

### Individuale
- Capocannoniere della Challenge League: 1

2023-2024 (16 reti)